# Potlogi
Potlogi là một xã thuộc hạt Dâmbovița, România. Dân số thời điểm năm 2002 là 8400 người.